# Stictogryllacris fulleborni
Stictogryllacris fulleborni är en insektsart som först beskrevs av Griffini 1908.  Stictogryllacris fulleborni ingår i släktet Stictogryllacris och familjen Gryllacrididae. Inga underarter finns listade i Catalogue of Life.